# Карпов Володимир Ілліч
Володимир Ілліч Карпов (15 грудня 1950, місто Білово, тепер Кемеровської області, Російська Федерація) — радянський діяч, секретар парткому заводу «Кузбасрадіо» міста Білово Кемеровської області, 1-й секретар Біловського міського комітету КПРС Кемеровської області. Член ЦК КПРС у 1990—1991 роках.

## Життєпис
У 1968—1969 роках — слюсар заводу «Кузбасрадіо» міста Білово Кемеровської області.
З 1969 по 1971 рік служив у Радянській армії.
У 1971—1980 роках — слюсар заводу «Кузбасрадіо» міста Білово Кемеровської області.
Член КПРС з 1975 року.
З 1980 року — секретар партійної організації цеху заводу «Кузбасрадіо» міста Білово Кемеровської області.
У 1982 році закінчив Біловський вечірній технікум електронного машинобудування Кемеровської області. У 1985 році закінчив Новосибірську Вищу партійну школу.
У 1985—1987 роках — інструктор Біловського міського комітету КПРС Кемеровської області.
У 1987—1990 роках — секретар партійного комітету (парткому) заводу «Кузбасрадіо» міста Білово Кемеровської області.
У 1990—1991 роках — 1-й секретар Біловського міського комітету КПРС Кемеровської області.
Подальша доля невідома.